# Megaselia simplicior
Megaselia simplicior är en tvåvingeart som först beskrevs av Charles Thomas Brues 1924.  Megaselia simplicior ingår i släktet Megaselia och familjen puckelflugor.
Artens utbredningsområde är Taiwan. Inga underarter finns listade i Catalogue of Life.